# سعيد الشهري
سعيد علي جابر الشهري مواطن سعودي ونائب ناصر الوحيشي وعضو تنظيم القاعدة في جزيرة العرب، كان مسؤولا عن عدد من الأعمال الإرهابية منها اختطاف وقتل أجانب في اليمن تم إطلاق سراحه من قبل السلطات السعودية بعد خضوعة لـ«برنامج تأهيلي» في 2007 تم اعتقاله في باكستان في ديسمبر 2001 وقضى خمس سنوات في سجن غوانتنامو وسلم للسلطات السعودية في عام 2007 وأطلق سراحه نفس العام بعد خضوعه لبرنامج وزارة الداخلية السعودية «للمناصحة» يُعتقد أنه قًتل خلال غارة أمريكية في 10 سبتمبر 2012 أوردت قناة العربية خبراً أنه قتل في 22 يناير 2013 خلال غارة أمريكية بدون طيار وكانت أول من أعلن الخبر لم يتسنَ التأكد من الخبر حتى تم تأكيده من محمد الباشا، المتحدث باسم السفارة اليمنية في واشنطن ليست المرة الأولى التي يعلن فيها مقتل الشهري ليُكتشف أنه لا يزال حيا في وقت لاحق ولا زالت الشكوك والشائعات تحيط بالموضوع.